# Spéranza Calo-Séailles
Spéranza Calo-Séailles, właśc. Elpis Kalojeropulu (gr. Ελπίς Καλογεροπούλου; ur. 17 maja 1885 w Konstantynopolu, zm. 18 lutego 1949 w Paryżu) – grecka malarka, śpiewaczka operowa i wynalazczyni cementu dekoracyjnego Lap.

## Życiorys

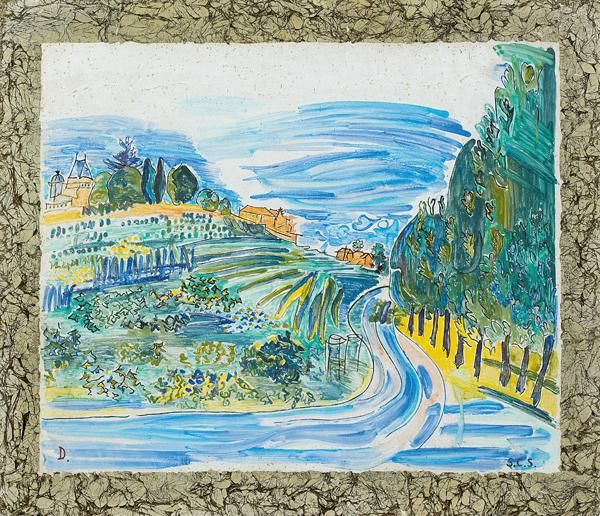
Obraz Raoula Dufy’ego reprodukowany w cemencie Lap przez Calo-Séailles

Calo-Séailles urodziła się w Konstantynopolu jako Elpis Kalojeropulu (Ελπίς Καλογεροπούλο). Zwróciła na siebie uwagę po raz pierwszy jako mezzosopranistka i zyskała mecenasa, który był chętny do wspierania jej rozwoju.
W 1923 roku wynalazła przez przypadek rodzaj betonu dekoracyjnego którego nazwała Lap. Złożyła wniosek patentowy w czerwcu 1923 roku. Wynalazek opracowała z mężem, który był profesorem na Sorbonie.
W 1929 roku jej Lap został użyty do budowy i dekoracji kwartału handlowo-rozrywkowego w Reims. Lap nadawał cementowi połysk marmuru. Podczas remontu budynku w 2012 roku, panele zostały wymienione na gips wzmocniony włóknem szklanym.
W 1930 roku tworzyła pracę z Tsuguharu Foujitą używając cementu Lap. Stworzyła kilka reprodukcji papierowych prac artystów w cemencie Lap w siedzibie firmy w Antony. Foujita wykonał jej portret.